# Rudolf Fiket
Rudolf Fiket (* 5. Februar 1915 in Zagreb; † 31. Januar 1978 in ebenda) war ein jugoslawischer Radrennfahrer, der nationaler Meister im Radsport wurde.

## Sportliche Laufbahn
Fiket stammt aus dem kroatischen Teil des Landes. 1934 gewann er den Titel bei den jugoslawischen Meisterschaften im Straßenrennen vor Janko Oblak. Von 1936 bis 1938 war er Berufsfahrer. 1938 startete er für das deutsche Radsportteam Presto. 1936 startete er bei der Tour de France mit seinen drei Teamkameraden Stjepan Grgac, Stjepan Ljubić und Franc Abulnar in der Nationalmannschaft Jugoslawiens, schied aber bereits auf der 2. Etappe aus dem Rennen aus. 1938 fuhr er die Internationale Deutschland-Rundfahrt und war Helfer von Hermann Schild bei dessen Gesamtsieg. In der Rundfahrt schied er aus.